# Тихвинский, Леонид Михайлович
Тихвинский Леонид Михайлович (род. 16 июня 1897, Санкт-Петербург, Российская империя — 30 ноября 1976, Сент-Луис, Миссури, США) — американский инженер, конструктор, изобретатель русского происхождения. Профессор механики Вашингтонского университета в Сент-Луисе, профессор механики Калифорнийского университета в Беркли, участник Первой мировой и Гражданской войны в России.

## Биография
Родился 16 июня 1897 года в Санкт-Петербурге в дворянской семье. Отец — Тихвинский Михаил Михайлович — статский советник, инженер-химик, профессор Петербургского технологического и Горного институтов. Летом 1921 года профессор М. М. Тихвинский был арестован по так называемому «делу Таганцева» и расстрелян в промежутке с 24 по 31 августа 1921 года.
Первые два класса Леонид Тихвинский учился в 4-й Киевской мужской гимназии, затем, после возвращения семьи в Санкт-Петербург, перевёлся в Реальное училище Карла Мая. После окончания полного курса (включая 7-й дополнительный класс, дававший право на поступление в высшие учебные заведения) Реального училища в 1916 году Л. Тихвинский поступил на механическое отделение Петроградского политехнического института (ППИ). Будучи студентом ППИ, в качестве вольноопределяющегося поступил в Кадетский корпус, потом в военное училище. Участник Первой мировой войны, воевал на германском фронте. Октябрьский переворот не принял, сражался с большевиками в белых войсках в Вооружённых Силах Юга России. В ноябре 1920 года в составе Русской армии эвакуировался из Крыма.
В 1920—1921 годах находился в лагере в Галлиполи. Переехал в Чехословакию. В 1929 году окончил с дипломом инженера-механика Пражский политехнический институт, в котором учился у своих преподавателей по Петроградскому Политеху, оказавшихся в эмиграции. Научный руководитель — профессор Ломшаков Алексей Степанович. В том же году перебрался в США, где до 1941 года работал в Питсбурге в фирме Вестингауз инженером-конструктором. Получил 19 патентов в области электротехники и электроэнергетики. После начала Второй мировой войны работал в Военно-морской академии США в Аннаполисе, где проектировал новые типы подводных лодок, разрабатывал новые технологии дозаправки топливом кораблей без захода в порт.
С 1946 года и до конца жизни — профессор механики Вашингтонского университета в Сент-Луисе. С 1948 по 1963 годы — профессор механики Калифорнийского университета в Беркли. Принимал активное участие в работе «Объединения С-Петербургских политехников». В 1952 году представлял США по вопросам энергии на съезде в Женеве. В 1956 году профессор Л. М. Тихвинский удостоен Стипендии Гуггенхайма «за исключительный творческий потенциал». В 1963—1966 годах профессор Л. М. Тихвинский работал руководителем студенческого центра в Гёттингене (ФРГ), отделения Калифорнийского университета. Работал экспертом в Питсбурге, в Морском ведомстве, в Комитете по аэронавтике в Вашингтоне. За свою работу получил три награды США.
Л. М. Тихвинский стал автором 90 научных трудов[каких?], преподавал динамику жидкостей, термодинамику, вопросы передачи тепла и оборудование торговых и военных судов.
Умер Леонид Михайлович Тихвинский 30 ноября 1976 года. Похоронен в городе Сент-Луис, штат Миссури, США.